# Siniperca scherzeri
Siniperca scherzeri — вид риб родини Перцихтових (Percichthyidae). Зустрічається в Азії: Китай, Корея і В'єтнам. Прісноводна / солонуватоводна бентопелагічна риба, сягає 22 см максимальною довжиною.